# 748
748 (DCCXLVIII) var ett skottår som började en måndag i den julianska kalendern.

## Händelser

### Januari
- Januari — En jordbävning slår till i Mellanöstern från norra Egypten till nordvästra Mesopotamien, och förstör mycket av det som finns kvar från den bysantinska kulturen.

## Födda
- Qi Ying, kinesisk kansler.

## Avlidna
- Eadbert I, kung av Kent.
- Gensho, regerande kejsarinna av Japan.
- Indrechtach mac Dungalaig, kung av Brega.